# La carovana dell'alleluia
La carovana dell'alleluia (The Hallelujah Trail) è un film western del 1965, diretto da John Sturges e interpretato da Burt Lancaster, Lee Remick, Pamela Tiffin e Jim Hutton.
Liberamente ispirato al romanzo di William Gulick da cui è tratto, La carovana dell'alleluia è un film western, che tende più al comico e al picaresco, con situazioni di ogni tipo, in cui Sturges si diverte a mescolare ingredienti d'avventura, con altri più ironici e divertenti.

## Trama
Un commerciante di Denver intende rifornire la città di whisky e champagne in vista del lungo e rigido inverno. Protetta dai soldati, la carovana deve vedersela con i Sioux, interessati al carico, e con le agguerrite componenti della Lega della Temperanza. Come non bastasse, la confusione è accresciuta dall'intervento della milizia cittadina decisa a difendere ad oltranza le preziose bottiglie. Dopo la mischia in una tempesta di sabbia, tutto si risolve con un patteggiamento che consente tra l'altro ai Sioux di scolarsi lo champagne.

## Produzione

### Riprese
Le riprese si sono svolte in prevalenza nel Nuovo Messico, tra cui nei comuni di Gallup, Santa Rosa, Shiprock, Tohatchi, Twin Lakes e nel Coyote Canyon, nelle Alabama Hills in California e a Portal in Arizona.

## Critica
(Leo Pestelli su La Stampa del 3 dicembre 1965)